# 津市立東観中学校
津市立東観中学校（つしりつ とうかんちゅうがっこう）は三重県津市安濃町にある公立中学校。

## 概要
- 校舎：本館3階建、新館3階建
- 講堂兼屋内体育館兼柔道場兼剣道場
- 運動場
- 屋内体育館

## 沿革
- 1947年4月1日 - 安濃郡明合村外3か村学校組合立東観中学校創立
- 1952年2月15日 - 安濃郡明合村外4か村学校組合立東観中学校と改称
- 1955年3月1日 - 安濃郡安濃村立東観中学校と改称
- 1968年12月3日 - 新校舎落成
- 1977年1月15日 - 安芸郡安濃町立東観中学校と改称
- 1991年5月1日- 町独自に英語指導助手（ALT）を招聘
- 1997年9月17日 - クラブハウスが完成
- 2000年9月1日 - 安濃町より体育館を移管
- 2004年9月1日 - パソコン新機種を設置
- 2006年1月1日 - 市町村合併により津市立東観中学校に改称

## 年間行事
- 4月 - 始業式、入学式、宿泊研修(１泊２日)
- 5月 - 第3学年・修学旅行(2泊3日)
- 6月 -体育祭
- 9月 - 第2学年・職場体験学習(3日間)
- 10月下旬 - 文化祭
- 3月中旬 - 卒業式

## 部活動
- 野球部（男子）
- サッカー部（男子）
- 卓球部（男子）
- 剣道部（男女）
- 柔道部（男子）
- ソフトボール部（女子）
- バレーボール部（男子）
- バレーボール部（女子）
- バスケットボール部(女子)
- 吹奏楽部（男女）
- 美術部（男女）
- 陸上部（男女、夏期のみ）

## 学校区
- 津市立村主小学校
- 津市立草生小学校
- 津市立安濃小学校
- 津市立明合小学校

## 周辺
- 安濃総合支所
- サンヒルズ安濃ハーモニーホール
- サンヒルズ安濃公園

## 著名出身者
- 杉野正尭 - 体操選手（2024パリオリンピック体操団体金メダリスト）[1]
- 金崎夢生 - プロサッカー選手